# Дупляк Сергій Володимирович
Сергі́й Володи́мирович Дупля́к — полковник, Державна прикордонна служба України.
Станом на червень 2015 року — перший заступник начальника Луганського прикордонного загону — начальник штабу.
З червня 2015 року по березень 2018 року — комендант Прикордонної комендатури швидкого реагування Кінологічного навчального центру Західного регіонального управління Державної прикордонної служби України.
З липня 2019 року по березень 2022року - старший викладач кафедри воєнного мистецтва факультету підготовки керівних кадрів Національної академії Державної прикордонної служби України імені Богдана Хмельницького.
З березня 2022 року по червень 2022 року - перший заступник начальника прикордонного загону — комендант прикордонної комендатури швидкого реагування 7 прикордонного загону Західного регіонального управління Державної прикордонної служби України.
З червня 2022 року - начальник управління бойової та спеціальної підготовки Департаменту охорони державного кордону Адміністрації Державної прикордонної служби України.

## Нагороди
- 21 серпня 2014 року — за особисту мужність і героїзм, виявлені у захисті державного суверенітету та територіальної цілісності України, вірність військовій присязі під час російсько-української війни, нагороджений орденом Богдана Хмельницького 3 ступеня;
- 26 грудня 2015 року нагороджений нагрудним знаком«За мужність в охороні державного кордону»;
- 17 лютого 2016 року нагороджений відзнакою Президента України «За участь в антитерористичній операції»;
- 10 липня 2016 року нагороджений орденом «Честь і Слава» ГО «Всеукраїнське об'єднання учасників АТО»;
- 25 травня 2017 року нагороджений Почесною грамотою Верховної ради України.
- 11 травня 2022 року — за визначні заслуги в забезпеченні обороноздатності України, зміцненні національної безпеки, бездоганну військову службу, зразкове виконання військового обов‘язку під час збройної агресії російської федерації проти України та виявлені при цьому високий професіоналізм, честь і доблесть, нагороджений відзнакою Міністерства оборони України«Вогнепальна зброя».
- 22 червня 2022 року нагороджений нагрудним знаком«Кращий працівник МВС України».